# باجاتيل
باجاتيل بالإنجليزية Bagatelle عمل قصير عادة لآلة مفاتيح. الاستخدام الأول للمصطلح يرجع إلى 1717 ومقطوعة الهاربسكورد لفرانسوا كوبران.كتب بيتهوفن ثلاثة مجموعات بجاتيل مصنف رقم 33 و119 و129 وهي أشهر مثال على هذا النوع. وتعد المقطوعات من منصف رقم 129 رائعة ومتطلعة في محتواها الموسيقي، البجاتيل الاخير هو تحفة صغيرة في صورة مشهد أوبرالي يعزف على مفاتيح البيانو. ليس كل مقطوعات البجاتيل تكتب لآلة المفاتيح: فكتب دفورجاك خمس مقطوعات بجاتيل مصنف رقم 47، مدونة لمجموعة مبهجة لآلتي كمان وتشيللو والهارمونيوم وست مقطوعات بجاتيل لفيبرن للرباعي الوتري سنة 1913، وخمس مقطوعات بجاتيل منصف رقم 23 للكلارنيت والباينو لجيرالد فينزي.

## هوامش
1. ↑  NPR Encylopedia of Classical Music